# Мулен-Нёф (Арьеж)
Муле́н-Нёф (фр. Moulin-Neuf) — коммуна во Франции, находится в регионе Юг — Пиренеи. Департамент коммуны — Арьеж. Входит в состав кантона Мирпуа. Округ коммуны — Сен-Жирон.
Код INSEE коммуны — 09213.

## Население
Население коммуны на 2008 год составляло 197 человек.
| 1962 | 1968 | 1975 | 1982 | 1990 | 1999 | 2008 |
| ---- | ---- | ---- | ---- | ---- | ---- | ---- |
| 137  | 172  | 168  | 135  | 149  | 183  | 197  |

## Экономика
В 2007 году среди 110 человек в трудоспособном возрасте (15—64 лет) 71 были экономически активными, 39 — неактивными (показатель активности — 64,5 %, в 1999 году было 56,1 %). Из 71 активных работали 57 человек (29 мужчин и 28 женщин), безработных было 14 (5 мужчин и 9 женщин). Среди 39 неактивных 8 человек были учащимися или студентами, 14 — пенсионерами, 17 были неактивными по другим причинам.